# Aleksandr Matvéievitx Jitómirski
Aleksandr Matvéievitx Jitómirski   (Kherson i Rússia, 11 de maig de 1881 (Julià) - Sant Petersburg, 16 de desembre de 1937), rus: Алекса́ндр Матве́евич Жито́мирский, fou un compositor i professor de música de la Rússia soviètica.

## Biografia
Va començar a estudiar música com a violinista - primer a Odessa amb Emil Młynarski, després a 1898-1900, a Viena amb Karl Prill.
El 1910 es va graduar al Conservatori de Sant Petersburg en composició amb Anatoli Liàdov, en instrumentació amb Nikolai Rimski-Kórsakov, també va estudiar amb Aleksandr Glazunov i Nikolai Soloviov. Des del 1914 fins al final de la seva vida va ensenyar allà, des del 1919 fou professor; va impartir classes d'instrumentació, contrapunt, composició, forma musical.
Segons E. M. Braudo, Jitómirski és "un mestre teòric important de l'escola de Kórsakov". Entre els seus estudiants hi havia els compositors Lev Ab, Andrei Balantxivadze, Aleksandr Véprik, Mikhaïl Txulaki, Khristofor Kuixnariov, Pàvel Berlinski, Mikhaïl Alekséievitx Iudin i directors d'orquestra com Aleksandr Gauk i Aleksandr Mélik-Paixàiev. A les seves memòries, el cantant i figura musical Serguei Lévik va assenyalar que Jitómirski "no només era un excel·lent professor de la teoria de la composició, sinó que tenia habilitats de direcció, era una persona extremadament directa i de principi i tenia una ment pràctica".
En la seva joventut va conèixer a Iuli Dmítrievitx Énguel i va participar en els treballs de la Societat de Música Folk Jueva fundada per aquest últim, va crear diverses adaptacions de cançons populars jueves.
Als anys vint, a més d'ensenyar, va treballar com a consultor del teatre de l'òpera i el ballet de Leningrad (avui Sant Petersburg). Segons el mateix S. Yu. Levik, a principis dels anys vint, va ser considerat com a candidat al càrrec de director de la Filarmònica de Leningrad. La candidatura va ser rebutjada perquè Zhitomirsky va evitar categòricament donar-li la mà (després de portar la febre escarlata a la casa). MI Chulaki va recordar que "aquesta mania <...> fins i tot gairebé va servir de motiu de complicacions diplomàtiques durant una visita al conservatori per una delegació estrangera".
Compositor molt fecund, va recollir en el seu llenguatge les conquestes expressives de l'escola nacional, que va influir clarament en la seva formació. Aquesta actitud estètica agradà particularment al nou règim soviètic, a què exalta en pàgines evocadores i en el Poema heroic (1933), que segueix sent molt interpretat en les ales de concert de l'URSS. El 1914 havia estat nomenat professor al Conservatori de Sant Petersburg, càrrec que va mantenir després de la Revolució fins a la seva mort. Va morir el 1937 i va ser enterrat al cementiri de Nikolskoie del Monestir d'Alexandre Nevski.

## Obres musicals
- "Poema simfònic" (1915).
- "Un poema heroic en memòria dels que van caure el Gran Octubre" (1933).
- Poema "Primavera" (en memòria de N. A. Rimsky-Korsakov, 1933).
- Suite Orquestral (1929).
- "Processó funerària" (en memòria de SM Kirov, 1935).
- Concert per a violí i orquestra (1937).
- artet de corda (1923).
- Andante per a violí i piano.
- Elegant per a violoncel i piano.
- Set cançons populars russes amb variacions per al quartet de veu i corda.
- Romanços a paraules de P. Verlaine, A. Musset i altres poetes.
- Arranjaments de cançons jueves per a cor de tres veus i per a veu i piano.